# Armand Malitourne
Jacques Armand Malitourne (L'Aigle, Orne, 30 juillet 1796 - Saint-Maurice, 19 avril 1866) est un journaliste, critique littéraire et écrivain français.

## Biographie
Il fait ses études au collège d'Alençon.
Installé à Paris à partir de 1816, il obtient en 1819 un prix de l'Académie française pour son ouvrage Éloge de Lesage et débute dans La Quotidienne où il publie des articles périodiques. Sous le ministère Martignac, il participe au Messager des chambres puis, après la révolution de juillet 1830 devient rédacteur à La Charte de 1830. Il prend part aussi au Moniteur parisien, au Messager, au Constitutionnel, aux Nouvelles à la main (1841), à la Revue de Paris et à L'Artiste.
Il est inhumé au cimetière du Père-Lachaise.

## Œuvres
- Traité du mélodrame, avec Jean-Joseph Ader et Abel Hugo (1817)
- Éloge de Lesage (1819)
- Des résolutions militaires et de la charte (1820)
- De l'Éloquence de la tribune et du barreau (1820)
- Mémoires d'une contemporaine (sous le pseudonyme de Madame Ida Saint-Elme) (8 vol. 1827)
- A mes amis Picard et Mazères, comédie, (1827)
- Le Presbytère, avec Nicolas Martin (1856)

Il participa aussi au Dictionnaire de la conversation (1826). On lui doit en outre une édition des œuvres choisies de Balzac (2 vol.1822) et des Œuvres de Rivarol (1852).

## Récompense
- Chevalier de la Légion d'honneur (1828)